# 伊達拡幅
伊達拡幅（だてかくふく）は、福島県伊達市から伊達郡国見町に至る国道4号の改良事業の一つである。

## 概要
- 起点 - 伊達市広前
- 終点 - 伊達郡国見町石母田
- 全長 - 9,100m
- 幅員 - 4×3.5（27.0m）

国道4号の2車線区間の混雑緩和のために1981年度に起点の伊達市（当時の伊達郡伊達町）広前から伊達郡桑折町上郡までの3.6 kmの4車線化が事業化された。1995年度に伊達郡国見町石母田までの5.5 kmの事業延伸が行われ、2024年現在、全線が供用されている。特に現在事業が行われている国見町内の国道4号は慢性的な混雑が発生しており、区間によっては通過車両の平均速度が時速10㎞程度まで低下する。また県内のほかの片側1車線の直轄国道の死傷事故率と比べ当区間では1.3倍ほど高い傾向にある。さらに並行する東北自動車道の国見インターチェンジから白石インターチェンジまでの区間は急カーブ急こう配が続く悪線形や当地特有の山から吹き下ろす強風の影響で2007年から2011年までの通行止め回数が東北自動車道平均通行止め回数の58回と比べ87回と、東北道各インターチェンジ間の通行止め回数の中で最も高い数値となっており、そのたびに国道4号の混雑が迂回車両によってさらに輪をかけて悪化し、地域住民の生活にも影響を及ぼしている。全線の4車線化により通過速度の向上と追突や正面衝突といった重大事故の減少など、これらの問題の解消が期待されている。

## 沿革
- 1981年度 - 起点から伊達郡桑折町上郡までの3.6㎞の事業着手。
- 1982年度 - 用地着手。
- 1986年度 - 工事着手。
- 1987年4月 - 起点から伊達市原島までの370mが完成供用。
- 1987年7月 - 伊達市原島から堂ノ内までの410mが完成供用。
- 1988年3月 - 伊達市堂ノ内から伏黒字八反田までの450mが完成供用。
- 1989年3月31日 - 伊達市伏黒字八反田から伏黒字西本場までの440mが完成供用。
- 1992年9月4日 - 伊達市伏黒字西本場から伊達郡桑折町落合までの600mが完成供用。
- 1995年度 - 伊達郡桑折町上郡から国見町石母田までの5.5kmが事業延伸。
- 1995年10月4日 - 伊達郡桑折町落合から上郡字仲丸までの1,330mが完成供用。これで事業化当初の事業区間が全線4車線開通。
- 1998年10月 - 伊達郡桑折町谷地字一丁田から谷地字八反田までの佐久間川橋架け替え工事区間400mが暫定2車線で供用。
- 2006年12月15日 - 伊達郡桑折町上郡字仲丸から上郡字堰上までの700mが完成供用。
- 2010年3月 - 伊達郡桑折町字堰上から谷地字下割付までの500mが完成供用。
- 2011年12月 - 伊達郡桑折町谷地字下割付から谷地字八反田沢までの980mが完成供用。
- 2015年度 - 終点から西側、宮城県境間までの区間にて国見地区付加車線整備事業が事業化。現在登坂車線が整備されている箇所を除く1,300mの拡幅が進められ、完成すると下り線は岩瀬郡鏡石町から宮城県境までが連続して2車線以上となる。
- 2017年5月3日 - 沿線に道の駅国見 あつかしの郷が開業。道の駅に進入する分岐路があるため、施設に面する区間が拡幅された。
- 2020年3月27日 - 伊達郡桑折町谷地から国見町藤田までの1.7kmが完成供用[3]。
- 2024年3月9日 - 伊達郡国見町大字藤田から大字石母田までの1.6 kmが完成供用し、全線供用[1]。

## 道路施設
- 産ヶ沢橋（全長27.7m、幅員23.5m　産ヶ沢川）
- 佐久間川橋（全長53.92m、幅員27m　佐久間川）
- （仮）普蔵川橋（全長26.6m（下り）28.0m（上り）　普蔵川　事業中）
- （仮）龍護院川橋（全長9.6m　龍護院川　事業中）
- （仮）滝川橋（全長23.3m　滝川　事業中）

## 接続路線・主要地点
伊達市
- 国道4号東京方面・国道399号（福島県道5号上名倉飯坂伊達線・福島県道150号伊達霊山線重複）（伊達市広前 伊達交差点（起点））
- 福島県道125号保原桑折線（伊達市伏黒　伏黒入口交差点）

桑折町
- 旧福島県道125号保原桑折線（陣屋坂）（桑折町仮屋　仮屋交差点）
  - 伏黒入口交差点と仮屋交差点との間は旧来の保原新道（県道125号保原桑折線の前身）にあたる[4]。
- 福島県道124号飯坂桑折線（桑折町舘　旧伊達郡役所入口交差点）
- 福島県道123号保原伊達崎桑折線（桑折町上郡　上郡交差点）

国見町
- 福島県道46号白石国見線（国見町塚野目　藤田病院入口交差点）
- 福島県道31号浪江国見線（国見町藤田　日渡交差点）
- 福島県道107号赤井畑国見線・福島県道320号五十沢国見線（国見町藤田　国見町役場前交差点）
- 国道4号仙台方面（国見町石母田　終点）